# Catedral salvaje
Catedral salvaje es el nombre de un poemario publicado por el autor ecuatoriano César Dávila Andrade en el año de 1951.

## Resumen
Se publicó en la editorial de Caracas Amdam, que es un anagrama del nombre del editor, Bernardo Dam Lopez. El libro cuenta con tres poemas principales "Catedral salvaje", "El habitante" y "Vaticinio". Los tres largos poemas que incluye el libro están concebidos como una unidad en una trilogía. En total consta de 353 versos el primer poema, 327 versos el segundo y 302 el tercero, lo que en total resulta 982 versos. Habitualmente el primer poema ha sido más veces reproducido y muchas veces se ha logrado a identificar al poemario con este primer poema.

## Análisis
La publicación de Catedral Salvaje corresponde a la respuesta de Dávila Andrade al poema Alturas de Machu Pichu que publicaría Neruda en Canto General. En Catedral Salvaje se presenta lo telúrico como tema principal, y hace referencia a los Andes australes de donde es originario Dávila Andrade. En este caso, el poema se convierte en la "piedra sacrificial del poeta" que a diferencia de Alturas de Machu Pichu, donde el camino del poeta lo realiza hacia lo más genital de lo terrestre, en Catedral Salvaje, la trayectoria es hacia la brusca iluminación y deslumbramiento, además de la consagración del instante. En este sentido comparte la temática con el cuento "En la rotación viviente del dodecaedro" publicado posteriormente.